# NewPipe
NewPipeは、非公式のYouTubeクライアントとして知られているフリーかつオープンソースのメディアプレーヤーアプリである。
NewPipeはF-Droidの公式リポジトリ、NewPipe自身のF-Droidリポジトリ又はGitHubのリリースページからインストールすることができ、Androidデバイスでのみ利用することができる。
NewPipeは公式のYouTubeアプリの代替として利用することができる。

## バージョン履歴
NewPipeは2015年9月4日にChristian Schabesbergerよって最初のリリースが行われた。
主な更新履歴は以下の通りである:
- YouTubeの動画の検索及び再生 (バージョン0.3以降)
- 動画及び音声のダウンロード (バージョン0.3以降)
- 動画の中の音声だけを再生 (バージョン0.4.1以降)
- 同様の動画の表示 (バージョン0.6.0以降)
- YouTubeチャンネルの表示のサポート (バージョン0.8.5以降)
- ポップアッププレーヤー (バージョン0.8.12以降)[注釈 1]
- RSS経由のチャンネルの定期購読 (バージョン0.10.0以降)
- 「急上昇」などのYouTubeのセクションの表示のサポート (バージョン0.11.0以降)
- SoundCloudのサポート (バージョン0.11.5以降)
- ローカルプレイリストと字幕 (バージョン0.12.0以降)
- YouTube Liveとチャンネルの定期購読に関するデータのインポート/エクスポートのサポート (バージョン0.13.0以降)
- MediaCCCのサポート (バージョン0.16.0以降)
- コメントの表示 (バージョン0.16.0以降)[注釈 2]
- 最後に停止したストリームの再開 (バージョン0.17.0以降)
- PeerTubeのサポート (バージョン0.18.0以降)
- 基本的なAndroid TVのサポート (バージョン0.19.3以降)

## 技術
NewPipeは公式のYouTube APIを使用せず、ウェブスクレイピングによって動画とメタデータを取得する。
これはGoogleと共有されるデータを減らすために意図的に行われている。
ウェブスクレイピングのためのツールはNewPipe Extractorと呼ばれており、スタンドアローンなプロジェクトである。
これはまた、フリーかつオープンソースのメディアプレーヤーアプリであるSkyTubeでも利用されている。
情報の抽出にこの方法を用いる場合、YouTubeのバックエンドが更新される度に「動画のURLを復号できませんでした」というエラーが発生する可能性がある。
これにより、このバグを修正する更新がリリースされるまではYouTubeの動画を読み込むことができない。
更新がリリースされると、NewPipeは正常に動画を読み込むことができるようになるが、YouTubeのバックエンドが再度更新された場合、バグが繰り返される可能性がある。
アプリの新しいバージョンでは、NewPipe ExtractorはYouTube、SoundCloud、MediaCCC及びPeerTubeをサポートしている。
但し、SoundCloud、MediaCCC及びPeerTubeのサポートはベータ版なので正常に機能する保証はない。
開発チームは、さらなる開発の主な焦点はバージョン2.0.0まではYouTubeであると述べている。
NewPipeはAPIの利用やインターネット広告の表示を行わずにYouTubeにアクセスするので、仮にGoogle Playで利用できるとしたら、利用規約と矛盾することになる。

## NewPipe x SponsorBlock
NewPipeのフォークとして、NewPipe x SponsorBlockが存在する。これは、NewPipeにYouTubeの動画においてスポンサー提供の部分をスキップが可能にするSponsorBlockの実装を追加したものである。もともと、NewPipeに対してのプルリクエストであったが、NewPipeの開発者がSponsorBlockの実装を拒否したため、名前を変えてのフォークとなった。
NewPipeのリリースに合わせてGitHubでAPKファイルが公開されている。F-DroidのIzzyOnDroidリポジトリからもダウンロードが可能である。
リリース「v0.21.16 w/ SponsorBlock」より、YouTubeにおいて非表示となった低評価数を再表示させる取り組みである、Return YouTube Dislikeの実装を追加した。これにより、YouTubeの動画において、低評価数の表示が可能となった。